# Pryskyřník zlatožlutý
Pryskyřník zlatožlutý (Ranunculus auricomus agg.) je druh rostliny z čeledi pryskyřníkovité (Ranunculaceae). Přesněji řečeno se jedná o soubor drobných druhů, které se rozmnožují pohlavně nebo nepohlavně.

## Popis
Jedná se o vytrvalou rostlinu dorůstající nejčastěji výšky 15–60 cm s velmi krátkým oddenkem. Lodyha je dole lysá ve větvích pak řídce až hustě přitiskle chlupatá. Listy jsou střídavé, přízemní jsou dlouze řapíkaté, lodyžní víceméně přisedlé. Čepele přízemních listů mohou být velmi různé, někdy jsou celistvé, nečleněné, jindy mohou různě členěné, 3–5dílné se zářezy dosahujícími do 1/3 nebo až 2/3 čepele, čepele bývají vroubkovaně zubaté. Lodyžní listy jsou dlanitosečné s čárkovitými úkrojky. Květy jsou zlatožluté. Kališních lístků je 5, jsou ke koruně přitisklé nebo odstálé. Korunní lístky jsou zlatožluté, úzce až široce vejčité, často se stává, že jsou některé nebo všechny zakrnělé a květ je pak nápadně nesouměrný. Kvete v dubnu až v červnu. Plodem je nažka, která je asi 3–4,5 mm dlouhá, většinou řídce až hustě chlupatá, zřídka lysá, na vrcholu zakončená krátkým hákovitě zakřiveným zobánkem. Nažky jsou uspořádány do souplodí. Počet chromozómů dosahuje různých počtů, nejčastěji 32, ale někdy i 24, 40, 44 nebo 64.

## Rozšíření
Druhy ze skupiny pryskyřníku zlatožlutého rostou ve většině Evropy kromě úplného jihu, patrně s přesahem na Sibiř, rostou i na Islandu a v Grónsku. V České republice je celkem běžný od nížin po pahorkatiny, řidčeji až do podhůří. Druhy z této skupiny lze najít jak ve světlých lesích, tak v bezlesí na loukách.

## Taxonomie
Jedná se o soubor drobných druhů, z nichž mnohé jsou apomiktické. Těchto druhů bylo popsáno několik desítek. Podle některých společných znaků je rozlišováno několik skupin. V České republice se řadily tradičně do třech skupin druhů, a to do Ranunculus auricomus group s. lat., česky pryskyřník zlatožlutý, Ranunculus fallax group s. lat., česky pryskyřník mnohotvárný, Ranunculus cassubicus group s. lat., česky pryskyřník kašubský. V poslední době se však zjistilo, že rostliny které byly v ČR přiřazovány do skupiny Ranunculus cassubicus, správně mají patřit do skupiny R. fallax a pryskyřník kašubský byl tak vyškrtnut z flóry ČR. Nicméně v České republice nebyla dosud publikována žádná souborná taxonomická studie okruhu Ranunculus auricomus agg., o kterou by se dalo dostatečně opřít a problematika není tedy v ČR dobře prozkoumaná. Z tohoto důvodu je níže uvedená situace ze sousedního Rakouska, kde je situace prozkoumána lépe. Alespoň některé z těchto druhů se vyskytují i v ČR.
- Ranunculus cassubicus subagg.
  - Ranunculus cassubicifolius infraagg.
    - Ranunculus cassubicifolius
- Ranunculus monophyllus subagg.
  - Ranunculus allemannii infraagg.
    - Ranunculus allemannii
    - Ranunculus melzeri
- Ranunculus fallax subagg.
  - Ranunculus megacarpus infraagg.
    - Ranunculus megacarpus
    - Ranunculus nemorosifolius

  - Ranunculus staubii infraagg.
    - Ranunculus staubii

  - Ranunculus pilisiensis infraagg.
    - Ranunculus pilisiensis
    - Ranunculus mendosus

  - Ranunculus schilleri infraagg.
    - Ranunculus vindobonensis
- Ranunculus auricomus subagg.
  - Ranunculus latisectus infraagg.
    - Ranunculus megalocaulis

  - Ranunculus puberulus infraagg.
    - Ranunculus carpinetorum
    - Ranunculus laticrenatus

  - Ranunculus stricticaulis infraagg.
    - Ranunculus gayeri
    - Ranunculus pentadactylus

  - Ranunculus argoviensis infraagg.
    - Ranunculus elegantifrons
    - Ranunculus argoviensis
    - Ranunculus graecensis
    - Ranunculus udicola

  - Ranunculus phragmiteti infraagg.
    - Ranunculus notabilis
    - Ranunculus dactylophyllus
    - Ranunculus phragmiteti
    - Ranunculus praetermissus
    - Ranunculus crenatolobus
    - Ranunculus mediosectus

  - Ranunculus indecorus infraagg.
    - Ranunculus noricus
    - Ranunculus oxyodon
    - Ranunculus pannonicus
    - Ranunculus truniacus
    - Ranunculus variabilis
    - Ranunculus styriacus